# Collembolispora barbata
Collembolispora barbata är en svampart som beskrevs av Marvanová, Pascoal & Cássio 2003. Collembolispora barbata ingår i släktet Collembolispora, divisionen sporsäcksvampar och riket svampar.   Inga underarter finns listade i Catalogue of Life.